# Euro Hockey Tour
De Euro Hockey Tour is een jaarlijks gespeelde serie ijshockeywedstrijden waarin de nationale ijshockeyploegen van Finland, Rusland, Tsjechië en Zweden uitkomen. Het bestaat in principe uit vier toernooien namelijk Czech Hockey Games, Sweden Hockey Games, Karjala Cup en Channel One Cup. De eindstand wordt bepaald door de resultaten in de toernooien bij elkaar op te tellen met uitzondering van de seizoenen 2003/04, 2004/05, 2005/06 en 2006/07 waarin wedstrijden om de titel en de 3e plaats werden gespeeld. Het toernooi wordt ook wel gezien als een officieus Europees kampioenschap en een oefentoernooi voor jonge spelers en als voorbereiding op het wereldkampioenschap en de Olympische Spelen.

## Overzicht van de eindstanden
| Seizoen  | Goud     | Zilver   | Brons       | Nr. 4       |
| -------- | -------- | -------- | ----------- | ----------- |
| 1996/97  | Finland  | Zweden   | Rusland     | Tsjechië    |
| 1997/98  | Tsjechië | Zweden   | Finland     | Rusland     |
| 1998/99  | Zweden   | Finland  | Tsjechië    | Rusland     |
| 1999/00  | Finland  | Tsjechië | Rusland     | Zweden      |
| 2000/01  | Finland  | Rusland  | Zweden      | Tsjechië    |
| 2001/02  | Finland  | Rusland  | Zweden      | Tsjechië    |
| 2002/03  | Finland  | Rusland  | Tsjechië    | Zweden      |
| 2003/04  | Finland  | Zweden   | Rusland     | Tsjechië    |
| 2004/05  | Rusland  | Zweden   | Finland     | Tsjechië    |
| 2005/06  | Rusland  | Zweden   | Finland     | Tsjechië    |
| 2006/07  | Zweden   | Rusland  | Tsjechië    | Finland     |
| 2007/08  | Rusland  | Finland  | Tsjechië    | Zweden      |
| 2008/09  | Rusland  | Finland  | Tsjechië    | Zweden      |
| 2009/10  | Finland  | Rusland  | Tsjechië    | Zweden      |
| 2010/11  | Rusland  | Zweden   | Finland     | Tsjechië    |
| 2011/12  | Tsjechië | Rusland  | Finland     | Zweden      |
| 2012/13  | Rusland  | Tsjechië | Finland     | Zweden      |
| 2013/14  | Finland  | Rusland  | Tsjechië    | Zweden      |
| 2014/15  | Zweden   | Finland  | Tsjechië    | Rusland     |
| 2015/16  | Zweden   | Finland  | Tsjechië    | Rusland     |
| 2016/17  | Rusland  | Tsjechië | Finland     | Zweden      |
| 2017/18  | Finland  | Tsjechië | Rusland     | Zweden      |
| 2018/19  | Rusland  | Finland  | Zweden      | Tsjechië    |
| 2019/20° | Tsjechië | Zweden   | Finland     | Rusland     |
| 2020/21  | Rusland  | Tsjechië | Zweden      | Finland     |
| 2021/22  | Zweden   | Finland  | Tsjechië    | Rusland     |
| 2022/23  | Zweden   | Tsjechië | Finland     | Zwitserland |
| 2023/24  | Zweden   | Finland  | Tsjechië    | Zwitserland |
| 2024/25  | Tsjechië | Finland  | Zwitserland | Zweden      |

2019/20° Toernooi niet gehouden vanwege de Coronapandemie.